# Tylochromis bangwelensis
Tylochromis bangwelensis är en fiskart som beskrevs av Regan 1920. Tylochromis bangwelensis ingår i släktet Tylochromis och familjen Cichlidae. IUCN kategoriserar arten globalt som livskraftig. Inga underarter finns listade i Catalogue of Life.